# Ferdinando Gandolfi
Ferdinando Gandolfi, född 5 januari 1967 i Genua, är en italiensk vattenpolospelare (försvarare). Han representerade Italien vid olympiska sommarspelen 1992.
Gandolfi gjorde sex mål i OS-turneringen 1992 som Italien vann. Han tog dessutom EM-guld 1993 i Sheffield och VM-guld 1994 i Rom.